# 東方人 (中土大陸)
在英國作家托爾金的小說裡，東方人（Easterlings）是指居住在中土大陸東部的人類，他們在魔苟斯及索倫的旗下作戰。
東方人高大而肌肉結實，棕褐色皮膚、黑眼晴、黑頭髮。他們來自盧恩平原，配有良好的軍備，是精於作戰的戰鬥專家。第一紀元時亦有米色皮膚的東方人。

## 第一紀元
在第一紀元，東方人是指在太陽紀463年從東方進入貝爾蘭的黑人，遠較伊甸人為晚。東方人當中有許多不同的部落，有一些因不和而瀕臨戰爭。當中的一些部落與佛洛威治的人類屬同種，全都是黑皮膚的。他們當中最強大的首領是波爾及烏格番，費諾眾子與他們締結了同盟。
波爾的子民忠實地為精靈及人類一方戰鬥，他們在尼南斯·阿農迪亞德戰役裡被殲滅殆盡，而烏格番及他的兒子烏多則秘密與魔苟斯結盟，並在陣前倒戈。
不過，烏格番等人也被魔苟斯利用了，魔苟斯曾答應他們將可得到廣袤的土地，魔苟斯不但不兌現承諾，還把他們封鎖在希斯隆。在憤怒之戰後，倖存者逃到伊利雅德以外的地區。

## 第三紀元
在第三紀元，東方人是指居於盧恩內海以東的人類，他們是索倫的盟友，經常侵襲剛鐸。
第三紀元約500年，東方人首次入侵剛鐸，被國王奧斯托和及他的兒子羅曼達希爾一世擊退。後來，國王圖倫拔揮軍進攻東方人，將剛鐸的邊界擴展至盧恩內海。第三紀元1248年，剛鐸攝政王羅曼達希爾二世派遣軍隊進攻東方人的聚居地，在第三紀元約1800年前，剛鐸東部得到了和平。

### 戰車民
受到索倫的鼓動，一些憎恨剛鐸的東方人部落組成了聯盟，稱之為戰車民。大瘟疫削弱了剛鐸的國力，戰車民趁機於第三紀元1851年襲擊剛鐸，五年後向剛鐸發動全力進攻，擊敗了迎擊的剛鐸軍隊，殺死了國王那曼希爾一世。他們乘坐大型的戰車急襲羅馬尼安（因此被稱為戰車民），征服了當地的人民。至此，剛鐸在安都因河以東的領地僅餘下伊西力安一地。第三十任剛鐸國王卡力美塔在達哥拉擊敗戰車民，使剛鐸得以喘息。
第三紀元1944年，戰車民再次來襲，並連結近哈拉德的哈拉德林人及侃德的維瑞亞人，以策應進攻。他們殺死國王昂多赫及他的兒子們，攻陷米那斯雅諾，戰車民在當地舉行凱旋慶典，停止進軍。與此同時，守備南剛鐸的埃阿尼爾擊退了入侵的哈拉德林人，向北進軍打算援助國王，可惜他們來遲了，東方人想不到埃阿尼爾這支奇兵竟會出現，戰車民敗退。一年後，埃阿尼爾被加冕為王。戰車民的軍隊戰力大損，聯盟解散。戰車民的入侵在後來證明是索倫重奪魔多的一步。

### 畢額丘斯人
畢額丘斯人（辛達林語：凶殘的人民）是東方人的一支部落，他們響應多爾哥多的號召，進攻剛鐸。第三紀元2050年，畢額丘斯人橫越卡蘭納宏，幾乎全殲剛鐸攝政王西瑞安的部隊，但卻被伊歐領導的伊歐西歐德在凱勒布蘭特平原之戰擊敗。畢額丘斯人和戰車民一樣乘坐馬車作戰，可能是戰車民的後裔。

### 維瑞亞人
維瑞亞人來自侃德，第三紀元1944年，他們首次登上歷史舞台，與戰車民共同作戰。他們在一千年後的帕蘭諾平原戰役再次參戰，有關他們的事跡所知甚少。
在真實世界的歷史，維瑞亞人是瓦蘭人的另一名字，他們是維京人，與君士坦丁堡和俄羅斯有緊密聯繫。拜占庭帝國的史載形容他們是「持斧的蠻人」。

### 「持斧的東方人」
在魔戒聖戰時期，參戰的東方人除了維瑞亞人外，還有多個部落。其中有一股被形容為新種東方人，剛鐸人在此前從未見過。他們束有鬍子、凶殘，並持斧戰鬥。

## 改編描述
東方人在彼得·傑克森的電影《魔戒》系列裡並沒有重要角色。在電影《魔戒二部曲：雙城奇謀》裡，佛羅多和山姆在黑門看到東方人行軍，在《魔戒三部曲：王者再臨》也有一小段東方人的快鏡。在電影裡，東方人穿著重甲，護頸伸延到胸襟，他們的頭盔呈雞冠狀，配有長矛、彎刀及矩形金屬盾，他們的裝備上刻有類似談格瓦文字及阿拉伯字母。